# Ninotchka
Ninotchka är en amerikansk romantisk komedifilm från 1939 i regi av Ernst Lubitsch. I huvudrollerna ses Greta Garbo och Melvyn Douglas. Filmen är Garbos första komedi.

## Handling
Tre sovjetiska bolsjeviker, Iranov (Sig Ruman), Buljanov (Felix Bressart) och Kopalsky (Alexander Granach), är i Paris för att sälja diamanter som har konfiskerats från aristokrater vid ryska revolutionen. Playboyen Léon (Melvyn Douglas) har fått i uppdrag av den ryska storhertiginnan Swana (Ina Claire) att införskaffa diamanterna innan de blir sålda.
Léon lyckas få en domstol att tillfälligt stoppa affären och övertalar sedan de tre bolsjevikerna att stanna i Paris. Från Moskva sänds då den strängt rationella Ninotchka (Greta Garbo). Léon förälskar sig i henne, men hon ser kärleken blott som ett biologiskt problem, som han försöker övervinna.

## Rollista i urval

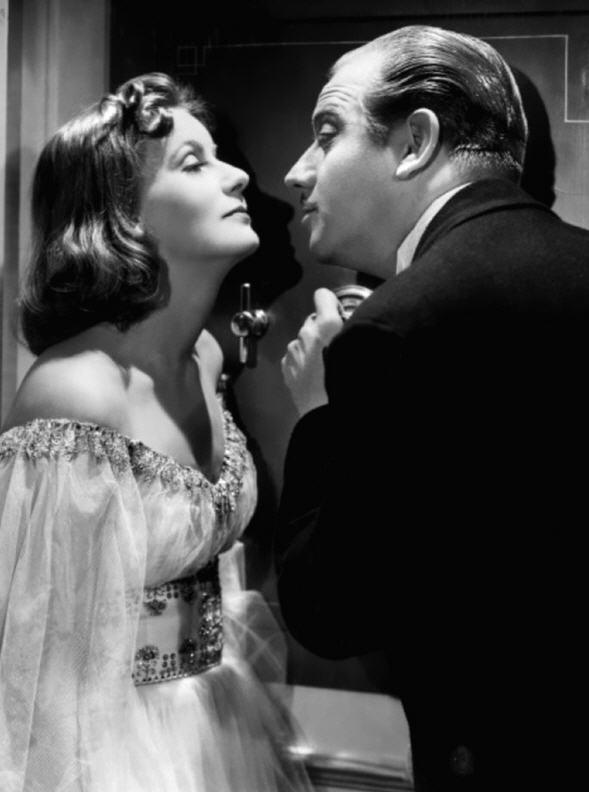
Greta Garbo som Ninotchka och Melvyn Douglas som greve Léon d'Algout.

| Greta Garbo       | – Nina Ivanovna "Ninotchka" Yakushova (Нина Ивановна "Ниночка" Якушова) |
| Melvyn Douglas    | – Greve Léon d'Algout                                                   |
| Ina Claire        | – Storhertiginnan Swana (Свана)                                         |
| Sig Ruman         | – Iranov (Иранов)                                                       |
| Felix Bressart    | – Buljanov (Бульянов)                                                   |
| Alexander Granach | – Kopalsky (Копальский)                                                 |
| Bela Lugosi       | – Kommissarie Razinin (Разинин)                                         |
| Tamara Shayne     | – Anna (ej krediterad)                                                  |
| Rolfe Sedan       | – Hotelldirektör                                                        |
| Gregory Gaye      | – Greve Alexis Rakonin (Раконин)                                        |
| Edwin Maxwell     | – Mercier                                                               |
| Richard Carle     | – Gaston                                                                |